# Emanuel Carlebach

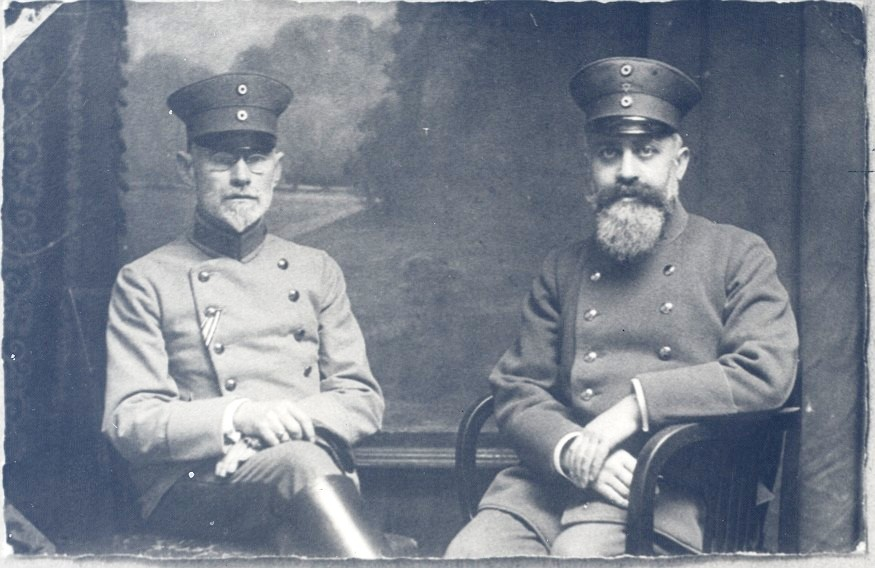
Emanuel Carlebach (rechts) mit Pinchas Kohn als Feldrabbiner in Polen

Emanuel Shalom Menachem Carlebach (geboren am 18. Januar 1874 in Lübeck; gestorben am 3. Dezember 1927 in Köln) war ein deutscher Rabbiner und Pädagoge.

## Leben
Emanuel Carlebach war das zweite von zwölf Kindern des Lübecker Rabbiners Salomon Carlebach (1845–1919) und dessen Frau Esther Carlebach, geborene Adler (1853–1920). Die Familie brachte mehrere bedeutende Rabbiner hervor. Emanuel Carlebach besuchte bis zum Abitur Ostern 1893 das Katharineum zu Lübeck und studierte dann Philosophie an den Universitäten Berlin und Würzburg. Er besuchte zeitgleich das Rabbinerseminar zu Berlin von Hirsch Hildesheimer. In Würzburg wurde er 1896 mit einer Dissertation über Guyau zum Dr. phil. promoviert. Anschließend besuchte er bis 1898 das orthodoxe Rabbiner-Seminar in Frankfurt am Main, wo er von Salomon Breuer zum Rabbiner ordiniert wurde.

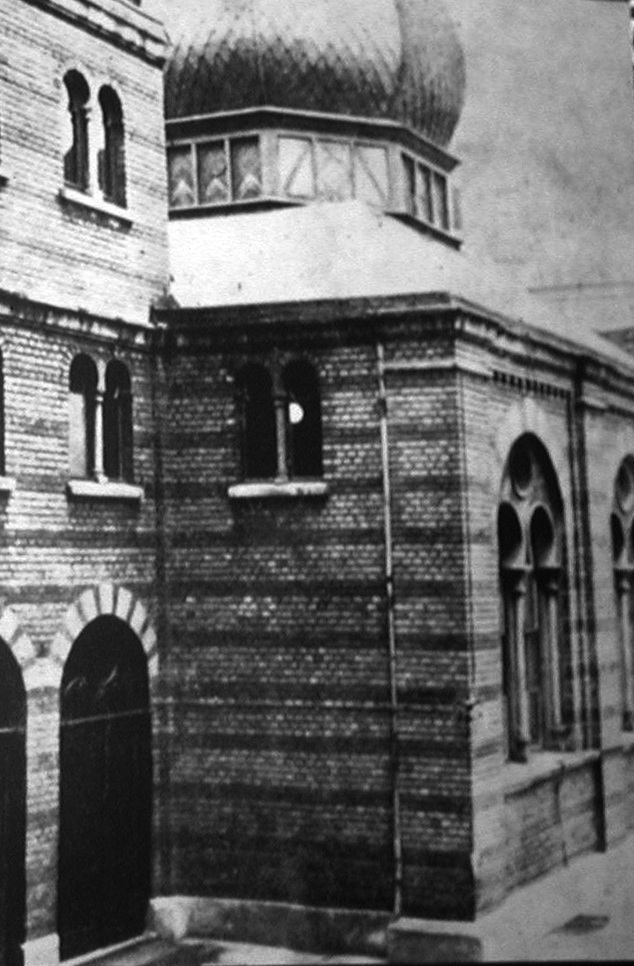
Adass-Jeschurun-Synagoge in der St.-Apern-Straße in Köln

1898 wählte ihn die jüdische Gemeinde von Memel zu ihrem Kreis-Rabbiner. Carlebach gewann so seinen ersten Kontakt zum Judentum in Osteuropa und gründete eine erste Religionsschule, die er selbst leitete. Im Sommer 1904 erhielt er die Berufung nach Köln. Emanuel Carlebach wurde als Nachfolger von Hirsch Plato Rabbiner der Adass-Jeschurun-Synagoge und Direktor des jüdischen Lehrerseminars in Köln. Ein Orgelkonflikt führte 1906 in Köln zur Trennung eines Teils jüdischer Orthodoxer unter Führung Carlebachs von der bis dahin einheitlichen Synagogen-Gemeinde Köln.
Im Ersten Weltkrieg war Carlebach, gemeinsam mit Pinchas Kohn, ab 1916 als Berater der deutschen Militärverwaltung in Warschau in Sachen der Verwaltung jüdischer Schulen tätig, zuletzt 1918 in der Uniform eines Feldrabbiners des deutschen Heeres. Zu seinen Aufgaben gehörte es, jüdische Gemeindeführer davon zu überzeugen, dass die enorme Fleckfiebergefahr des Ersten Weltkrieges andere Hygienemaßnahmen erfordere, als dies bis zu diesem Zeitpunkt üblich war. Dies sei kein Angriff auf die innere Spiritualität des Judentums. In Polen gehörte Carlebach 1916 zu den Gründern der orthodoxen Bewegung Agudath Israel. Auch sein Bruder Joseph Carlebach und beider Schwager Leopold Rosenak wirkten als deutsche Feldrabbiner beim Stabe Ludendorffs im deutsch besetzten Polen und Litauen in der Reform jüdischer Bildung und Publizistik, um Einheimische für die Besatzungsmacht zu gewinnen.
Nach dem Krieg nahm er den Dienst in der Gemeinde und im jüdischen Schulwesen Kölns wieder auf. Es kam 1919 aufgrund seiner Initiative zur Gründung eines privaten jüdischen Realgymnasiums in Köln. Aus diesem ging 1921 das jüdische Gymnasium Jawne hervor, bei dem er nach dem Tod des ersten Direktors zusätzlich zu seinen beiden anderen Funktionen auch die Schulleitung übernahm. 1924 erkrankte er schwer und starb 1927 an einem Herzinfarkt.

## Schriften
- Guyaus metaphysische Anschauungen, 1896 (Dissertation)

## Familie

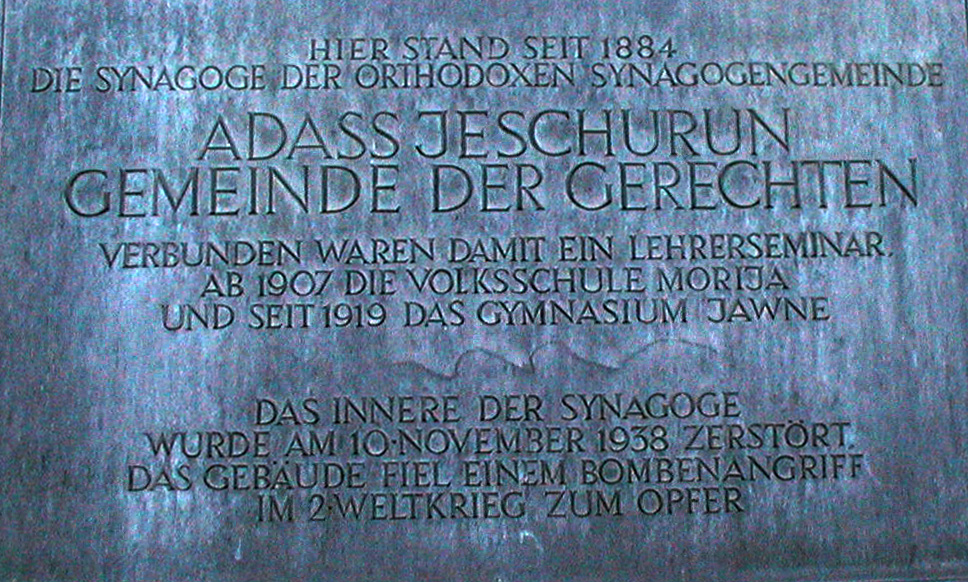
Gedenktafel für die ehem. Adass-Jeschurun-Synagoge in Köln

Emanuel Carlebach war seit 1898 verheiratet mit Minna Joel (1873–1948). Die beiden hatten vier Söhne. Der älteste Sohn David Carlebach (1899–1951) wurde ebenfalls Rabbiner in Köln und Nachfolger in der Gemeinde seines Vaters von 1929 bis zur Emigration 1937. Emanuel Carlebach wurde zunächst auf dem Jüdischen Friedhof in Köln-Deckstein bestattet und 1948 nach Palästina umgebettet.